# Blu Products
BLU Products es una empresa fabricante de teléfonos móviles, fundada en 2009 y con sede en Doral, un suburbio de Miami, Estados Unidos. 
El nombre BLU se debe a las siglas de su eslogan, Bold Like Us, que significa "Valiente o Audaz como nosotros".
BLU diseña sus dispositivos en Miami y hace su ensamblaje en Londres.
Más de 10 millones de dispositivos BLU se han vendido en 40 países en toda América.

## Historia
BLU Products, el primer fabricante de móviles de América Latina (Con Sede en Miami) y el de más rápido crecimiento en la región. BLU productos fue fundada por el empresario latinoamericano Samuel Ohev-Sión.
Los dispositivos móviles de BLU ya están presentes en 25 países de América del Sur, América Central, América del Norte como México, Estados Unidos, y países del Caribe. En regiones como América Central, el 50% de los dispositivos que están presentes en los puntos de venta son dispositivos BLU. En otros países, como Trinidad y Tobago, BLU se convirtió rápidamente en la marca líder de dispositivos móviles de baja gama después de su introducción mediante una operadora en el cuarto trimestre de 2010. En Aruba, el operador de telefonía celular líder, Digicel, introdujo en septiembre de 2013 un teléfono móvil BLU Android de muy bajo costo para el mercado local, aproximadamente US$ 6. con un plan post-pago. En 2017, la empresa espera fabricar en Brasil, el mercado más grande de América Latina.
El 30 de mayo de 2017 se confirmó que pasó a ser el nuevo patrocinador de la camiseta del Valencia C.F.

## Gamas
Los productos BLU se dividen en distintas gamas, las cuales son: 
- Dash: esta es una gama baja de BLU cuenta con  dispositivos buenos y malos.
- Energy: Esta gama se caracteriza por tener dispositivos con mayor batería. También pueden utilizarse como powerbank.
- Advance: Esta gama es la media-baja de BLU. Los dispositivos Advance cuentan con Android 6.0 Marshmallow y soporte de redes 4G LTE
- Studio: Esta gama es la más popular de BLU, pertenece a la gama media, y son conocidos por su durabilidad.
- Grand: Esta gama es conocida por ser constantemente actualizada. Llegando a recibir las últimas versiones de Android.
- S: Esta gama es reciente del año 2018, es parecida a la gama PURE. Ya que también cuenta con acabados metálicos.
- R: Esta gama es media-alta de BLU, son conocidas por sus diseños y potencia.
- Tank Xtreme: Esta es una gama media-alta, que son caracterizadas por su resistencia al agua, al polvo y a fuerte caídas. Esta gama recibe certificaciones de IP68.
- Life: La gama media-alta de BLU, en esta gama los dispositivos cuentan con Procesadores Octa-Core.
- Vivo: Esta gama es superior a la gama Life, se caracteriza por ser la más competente en el mercado. Es la gama más utilizada de BLU a nivel mundial.
- Pure: La gama más alta de BLU. Cuenta con acabados metálicos.
- Win: Esta gama está enfocada en teléfonos inteligentes con Windows Phone.

Los teléfonos inteligentes de las gamas Dash, Energy, Advance, Studio, Vivo, Life y Pure cuentan con la capa de personalización del fabricante. todas estas gamas solo manejan el sistema operativo Android.